# Troiano Acquaviva d'Aragona
Troiano Acquaviva d'Aragona (Atri o Giulianova, 24 gennaio 1696 – Roma, 20 marzo 1747) è stato un cardinale e arcivescovo cattolico italiano. Ambasciatore in Spagna e ambasciatore spagnolo a Roma, fu mecenate e collezionista ed ebbe amore verso la filosofia, la poesia e l'arte. Fu protettore tra gli altri di Vico e Casanova e lo scopritore delle belle architetture e delle belle arti del Vanvitelli. Fu anche l'animatore delle feste e degli sfarzi romani e farnesiani, essendo amico personale di Elisabetta Farnese, futura Regina al trono di Spagna e di Napoli, durante il secondo quarto del secolo XVIII.

## Biografia
Troiano Acquaviva, nato ad Atri o a Giulianova dal duca di Atri Giovan Girolamo e da Eleonora Spinelli, fu ordinato presbitero il 17 aprile 1729. Il giorno successivo fu eletto vescovo titolare di Filippopoli in Arabia e consacrato vescovo il 3 maggio dello stesso anno. Sempre nello stesso anno il 14 maggio fu nominato prefetto della Casa pontificia e il 6 luglio prefetto del Palazzo apostolico. Il 14 agosto 1730 fu nominato arcivescovo titolare di Larissa.
Fu creato cardinale da papa Clemente XII nel concistoro del 1º ottobre 1732 e il 17 novembre dello stesso anno ricevette il titolo dei Santi Quirico e Giulitta.
Il 19 gennaio 1733 optò per il titolo di Santa Cecilia, già dello zio Francesco.
Nel periodo dal 1733 al 1734 protesse Giacomo Casanova, allora a Roma, a lui raccomandato dal potente don Lelio Caraffa duca di Maddaloni. Nella traduzione italiana della Storia della mia vita il cardinale appare con il nome di battesimo Traiano. Deve trattarsi, perciò, della stessa persona, dal momento che il cardinale appare con il nome Troiano anche in qualità di dedicatario dell'opera di Castruccio Bonamici.
Nel 1734 divenne ambasciatore di Spagna presso la Santa Sede.
Dal 1738 fu cardinale protettore del Regno di Napoli e di Sicilia.
Il 4 maggio 1739 fu eletto arcivescovo di Monreale.
Partecipò al conclave del 1740, in cui fu latore del veto di Filippo V di Spagna all'elezione del cardinale Pier Marcellino Corradini. Consigliere molto ascoltato da papa Benedetto XIV, fu mediatore degli interessi della Chiesa nei confronti del re di Napoli Carlo di Borbone durante la guerra per la successione al trono d'Austria.
Dall'aprile del 1743 fu cardinale protettore di Spagna. Dal 3 febbraio 1744 al 25 gennaio 1745 fu camerlengo del Sacro Collegio dei cardinali. A lui Giambattista Vico aveva dedicato il 10 gennaio 1744, poco prima di morire, la redazione definitiva della "Scienza nuova".
Nel 1745, succedendo al fratello Domenico, era divenuto XVIII duca di Atri. Morì il 20 marzo 1747 dopo una malattia lunga e dolorosa. Ai suoi funerali intervenne papa Benedetto XIV. Fu sepolto nella Basilica di Santa Cecilia in Trastevere.

## Genealogia episcopale e successione apostolica
La genealogia episcopale è:
- Cardinale Scipione Rebiba
- Cardinale Giulio Antonio Santori
- Cardinale Girolamo Bernerio, O.P.
- Arcivescovo Galeazzo Sanvitale
- Cardinale Ludovico Ludovisi
- Cardinale Luigi Caetani
- Cardinale Ulderico Carpegna
- Cardinale Paluzzo Paluzzi Altieri degli Albertoni
- Papa Benedetto XIII
- Cardinale Troiano Acquaviva d'Aragona

La successione apostolica è:
- Vescovo Tommaso Alessio de' Rossi (1731)
- Arcivescovo Casimiro Rossi (1733)
- Vescovo Giovanni Macario Valenti (1733)
- Arcivescovo Antonio Maria Pescatori, O.F.M.Cap. (1739)
- Arcivescovo José Alfonso Meléndez, O.F.M.Disc. (1741)
- Vescovo Giuseppe Coppola, C.O. (1742)
- Arcivescovo Anton Ludovico Antinori, C.O. (1745)
- Vescovo Bonaventura Sculco (1745)

## Ascendenza
|                                                            |                                            |                                                | Genitori                                                 |  |  | Nonni |  |  | Bisnonni                                            |  |  | Trisnonni                                           |  |
|                                                            |                                            |                                                |                                                          |  |  |       |  |  | 8. Francesco Acquaviva d'Aragona, XIII duca di Atri |  |  | 16. Giosia II Acquaviva d'Aragona, XII duca di Atri |  |
|                                                            |                                            |                                                |                                                          |  |  |       |  |  | 8. Francesco Acquaviva d'Aragona, XIII duca di Atri |  |  | 16. Giosia II Acquaviva d'Aragona, XII duca di Atri |  |
|                                                            |                                            | 17. Margherita Ruffo di Scilla                 |                                                          |  |  |       |  |  | 8. Francesco Acquaviva d'Aragona, XIII duca di Atri |  |  |                                                     |  |
| 4. Giosia III Acquaviva d'Aragona, XIV duca di Atri        |                                            |                                                |                                                          |  |  |       |  |  | 8. Francesco Acquaviva d'Aragona, XIII duca di Atri |  |  |                                                     |  |
|                                                            |                                            | 9. Anna Conclubet                              | 18. Francesco Conclubet, V marchese di Arena             |  |  |       |  |  |                                                     |  |  |                                                     |  |
|                                                            |                                            | 9. Anna Conclubet                              | 18. Francesco Conclubet, V marchese di Arena             |  |  |       |  |  |                                                     |  |  |                                                     |  |
|                                                            |                                            | 9. Anna Conclubet                              | 19. Felicia Caracciolo Pisquizi                          |  |  |       |  |  |                                                     |  |  |                                                     |  |
| 2. Giovan Girolamo II Acquaviva d'Aragona, XV duca di Atri |                                            | 9. Anna Conclubet                              |                                                          |  |  |       |  |  |                                                     |  |  |                                                     |  |
|                                                            |                                            | 10. Giuseppe Caracciolo, I principe di Torella | 20. Camillo Caracciolo, II principe di Avellino          |  |  |       |  |  |                                                     |  |  |                                                     |  |
|                                                            |                                            | 10. Giuseppe Caracciolo, I principe di Torella | 20. Camillo Caracciolo, II principe di Avellino          |  |  |       |  |  |                                                     |  |  |                                                     |  |
|                                                            |                                            | 10. Giuseppe Caracciolo, I principe di Torella | 21. Dorotea Acquaviva d'Aragona                          |  |  |       |  |  |                                                     |  |  |                                                     |  |
| 5. Francesca Caracciolo                                    |                                            | 10. Giuseppe Caracciolo, I principe di Torella |                                                          |  |  |       |  |  |                                                     |  |  |                                                     |  |
|                                                            |                                            | 11. Costanza di Capua                          | 22. Giovanni Tommaso di Capua, I principe di Roccaromana |  |  |       |  |  |                                                     |  |  |                                                     |  |
|                                                            |                                            | 11. Costanza di Capua                          | 22. Giovanni Tommaso di Capua, I principe di Roccaromana |  |  |       |  |  |                                                     |  |  |                                                     |  |
|                                                            |                                            | 11. Costanza di Capua                          | 23. Virginia Belprato, contessa d'Anversa                |  |  |       |  |  |                                                     |  |  |                                                     |  |
| 1. Troiano Acquaviva d'Aragona, XVIII duca di Atri         |                                            | 11. Costanza di Capua                          |                                                          |  |  |       |  |  |                                                     |  |  |                                                     |  |
|                                                            | 12. Nicola Antonio Spinelli, duca d'Aquara | 24. Troiano I Spinelli, I principe di Oliveto  |                                                          |  |  |       |  |  |                                                     |  |  |                                                     |  |
|                                                            | 12. Nicola Antonio Spinelli, duca d'Aquara | 24. Troiano I Spinelli, I principe di Oliveto  |                                                          |  |  |       |  |  |                                                     |  |  |                                                     |  |
|                                                            | 12. Nicola Antonio Spinelli, duca d'Aquara | 25. Maria Caracciolo, V marchesa di Vico       |                                                          |  |  |       |  |  |                                                     |  |  |                                                     |  |
| 6. Troiano II Spinelli, IV principe di Oliveto             | 12. Nicola Antonio Spinelli, duca d'Aquara |                                                |                                                          |  |  |       |  |  |                                                     |  |  |                                                     |  |
|                                                            |                                            | 13. Angela Carafa                              | 26. Carlo Carafa, I principe di Colubrano                |  |  |       |  |  |                                                     |  |  |                                                     |  |
|                                                            |                                            | 13. Angela Carafa                              | 26. Carlo Carafa, I principe di Colubrano                |  |  |       |  |  |                                                     |  |  |                                                     |  |
|                                                            |                                            | 13. Angela Carafa                              | 27. Zenobia Caracciolo di Carbonara                      |  |  |       |  |  |                                                     |  |  |                                                     |  |
| 3. Eleonora Spinelli                                       |                                            | 13. Angela Carafa                              |                                                          |  |  |       |  |  |                                                     |  |  |                                                     |  |
|                                                            |                                            | 14. Alfonso de Cárdenas, VI marchese di Laino  | 28. Berardino de Cárdenas, signore di Pisticci           |  |  |       |  |  |                                                     |  |  |                                                     |  |
|                                                            |                                            | 14. Alfonso de Cárdenas, VI marchese di Laino  | 28. Berardino de Cárdenas, signore di Pisticci           |  |  |       |  |  |                                                     |  |  |                                                     |  |
|                                                            |                                            | 14. Alfonso de Cárdenas, VI marchese di Laino  | 29. Fulvia Caracciolo                                    |  |  |       |  |  |                                                     |  |  |                                                     |  |
| 7. Maria de Cárdenas                                       |                                            | 14. Alfonso de Cárdenas, VI marchese di Laino  |                                                          |  |  |       |  |  |                                                     |  |  |                                                     |  |
|                                                            |                                            | 15. Isabella Spinelli                          | 30. Troiano I Spinelli, I principe di Oliveto (= 24.)    |  |  |       |  |  |                                                     |  |  |                                                     |  |
|                                                            |                                            | 15. Isabella Spinelli                          | 30. Troiano I Spinelli, I principe di Oliveto (= 24.)    |  |  |       |  |  |                                                     |  |  |                                                     |  |
|                                                            |                                            | 15. Isabella Spinelli                          | 31. Maria Caracciolo, V marchesa di Vico (= 25.)         |  |  |       |  |  |                                                     |  |  |                                                     |  |
|                                                            |                                            | 15. Isabella Spinelli                          |                                                          |  |  |       |  |  |                                                     |  |  |                                                     |  |